# Гай Меммій Гемел
Гай Меммій Гемел (лат. Caius Memmius Gemellus; 99 до н. е. — 48 до н. е.) — політичний діяч Римської республіки, претор 58 року до н. е.

## Життєпис
Походив з впливового плебейського роду Мемміїв. Син Луція Меммія, монетарія 109 року до н. е. Про молоді роки немає відомостей. 
У 66 році до н. е. обіймав посаду народного трибуна. Під час цього притягнув до суду Марка Лукулла за його дії на посаді квестора під командуванням Луція Корнелія Сулли. Втім Марка було виправдано. Тоді Меммій звинуватив його старшого брата Луція Лукулла в навмисному затягуванні війни з Мітрідатом VI Евпатором, царем Понту, і виступив за те, щоб відмовити йому у тріумфі. Домогтися цього Меммію також не вдалося, і Лукуллові було присуджено тріумф. Меммій збирався залучити старшого Лукулла до суду, але потім відмовився від цього наміру.
У 63 році до н. е. за дорученням свого шурина Фавста Сулли займався купівлею гладіаторів для ігор за заповітом його батька, диктатора Сулли. У 59 році до н. е. висловлював невдоволення політикою Гая Цезаря на посаді консула.
У 58 році до н. е. обрано претором. На цій посаді виявив відкриту ворожість Цезарю і вимовляв проти нього промови з нападками політичного і особистого характеру. Спільно з Луцієм Агенобарбом зробив спробу скасувати закони Цезаря. Розглядав справу Публія Ватінія, союзника Цезаря, звинуваченого в порушенні закону Ліцинія—Юнія, але судовому розгляду перешкодив народний трибун Клодій.
У 57 році до н. е. Меммій вирушив до провінції Віфінія і Понт обійняти посаду пропретора. Серед його супутників знаходилися поети Гай Валерій Катулл і Гай Гельвій Цинна. У провінції Меммій рішуче припиняв усі зловживання своїх підлеглих і позбавив їх можливості збагачуватися.
Після повернення з провінції примирився з Цезарем і при здобутті консульства на 53 рік до н. е. користувався його підтримкою. Передвиборча кампанія супроводжувалася порушеннями і підкупом виборців. Меммій та інший кандидат у консули, Гней Доміцій Кальвін, уклали таємну угоду з чинними консулами Аппієм Клавдієм Пульхра і Луцієм Доміцієм Агенобарбом: консули мали сприяти обранню кандидатів, а ті зобов'язалися після вступу на посаду або забезпечити своїм попередникам вигідні провінції, або виплатити їм великі грошові суми. За наполяганням Гнея Помпея Великого Меммій вийшов з цієї угоди і виступив у сенаті з викриттям, що викликало великий скандал. Меммія було притягнуто до суду Квінтом Акуцієм за незаконне здобуття посади. Цезар відмовився його підтримувати. У зв'язку з постійними масовими заворушеннями, що паралізували політичне життя в Римі, суд у справі Меммія відбувся лише у 52 році до н. е., після призначення Помпея консулом без колеги, і відбувався згідно з новим, суворішим законом Помпея про незаконне здобуття посади, що отримав зворотну силу. Меммія засудили. Водночас він спробував притягнути до суду за тим же звинуваченням Квінта Метелла Сципіона, що дозволило б йому самому звільнитися від покарання. Однак Помпей відкрито встав на захист Сципіона, який був його тестем, і Меммій, не маючи можливості протистояти йому, припинив справу.
Після цього жив у вигнанні в Мітіленах. У 50 році до н. е. народний трибун Гай Куріон висловлював намір домогтися повернення Меммія. Проте невідомо чи це вдалося.

## Творчість
Меммій вшановував поезії і сам складав любовні вірші. При цьому досконало знав грецьку літературу, мав непогані здібності красномовця, але не відрізнявся старанністю. Тит Лукрецій Кар присвятив йому свою поему «Про природу речей».

## Родина
Дружина — Фауста Корнелія
Діти:
- Гай Меммій, консул-суффект 34 року до н. е.